# 錫爾伯湖 (朗根哈根)
52°25′50″N 9°45′34″E / 52.43056°N 9.75944°E

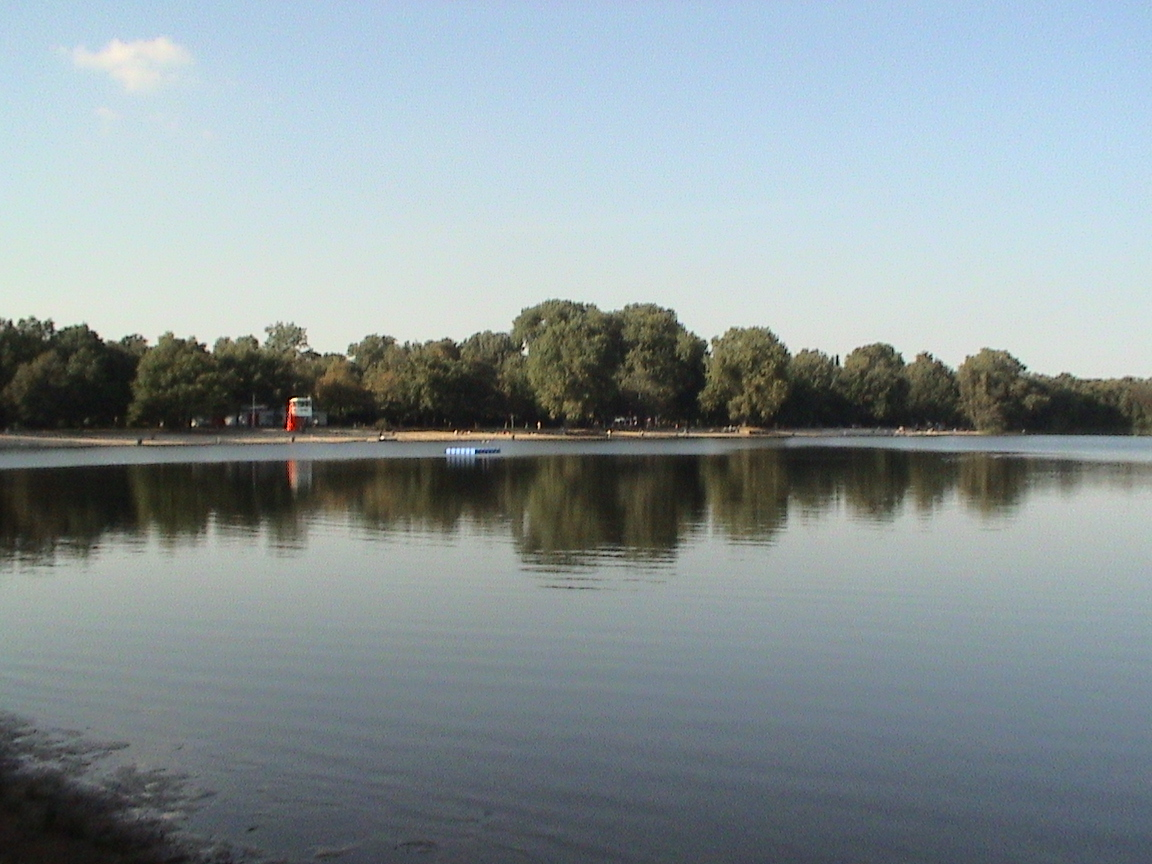

錫爾伯湖（德語：Silbersee），是德國的湖泊，位於該國西北部，由下薩克森州負責管轄，處於朗根哈根，長0.4公里、寬0.2公里，面積0.07平方公里，最大水深15米。